# Lijst van Miss World-winnaressen
Dit is een lijst van Miss World-winnaressen. Miss World is een internationale missverkiezing sinds 1951. India en Venezuela hebben met 6 titels het vaakst gewonnen. 

## Winnaressen
| Jaar | Miss World                       | Land                   |
| ---- | -------------------------------- | ---------------------- |
| 1951 | Kiki Haakonson                   | Zweden                 |
| 1952 | May Louise Flodin                | Zweden                 |
| 1953 | Denise Perrier                   | Frankrijk              |
| 1954 | Antigone Costanda                | Egypte                 |
| 1955 | Carmen Duijm Zubillaga           | Venezuela              |
| 1956 | Petra Schürmann                  | Duitsland              |
| 1957 | Marita Lindahl                   | Finland                |
| 1958 | Penelope Anne Coelen             | Zuid-Afrika            |
| 1959 | Corine Rottschäfer               | Nederland              |
| 1960 | Norma Gladys Cappagli            | Argentinië             |
| 1961 | Rosemarie Frankland              | Verenigd Koninkrijk    |
| 1962 | Catharina Lodders                | Nederland              |
| 1963 | Carole Joan Crawford             | Jamaica                |
| 1964 | Ann Sydney                       | Verenigd Koninkrijk    |
| 1965 | Lesley Langley                   | Verenigd Koninkrijk    |
| 1966 | Reita Faria                      | India                  |
| 1967 | Madeleine Hartog Bell            | Peru                   |
| 1968 | Penelope Plummer                 | Australië              |
| 1969 | Eva Rueber Staier                | Oostenrijk             |
| 1970 | Jennifer Hosten                  | Grenada                |
| 1971 | Lucia Tavares Petterle           | Brazilië               |
| 1972 | Belinda Green                    | Australië              |
| 1973 | Marjorie Wallace                 | Verenigde Staten       |
| 1974 | Anneline Kriel                   | Zuid-Afrika            |
| 1975 | Wilnelia Merced                  | Puerto Rico            |
| 1976 | Cindy Breakspeare                | Jamaica                |
| 1977 | Mary Stävin                      | Zweden                 |
| 1978 | Silvana Suarez                   | Argentinië             |
| 1979 | Gina Swainson                    | Bermuda                |
| 1980 | Kimberley Santos                 | Guam                   |
| 1981 | Pilin Leon                       | Venezuela              |
| 1982 | Mariasela Alvarez                | Dominicaanse Republiek |
| 1983 | Sarah-Jane Hutt                  | Verenigd Koninkrijk    |
| 1984 | Astrid Herrera                   | Venezuela              |
| 1985 | Hofi Karlsdottir                 | IJsland                |
| 1986 | Giselle LaRonde                  | Trinidad en Tobago     |
| 1987 | Ulla Weigerstorfer               | Oostenrijk             |
| 1988 | Linda Petursdottir               | IJsland                |
| 1989 | Aneta Kreglicka                  | Polen                  |
| 1990 | Gina Marie Tolleson              | Verenigde Staten       |
| 1991 | Ninibeth Jiminez                 | Venezuela              |
| 1992 | Julia Kourotchkina               | Rusland                |
| 1993 | Lisa Hanna                       | Jamaica                |
| 1994 | Aishwarya Rai                    | India                  |
| 1995 | Jacqueline Aguilera Marcano      | Venezuela              |
| 1996 | Irene Skliva                     | Griekenland            |
| 1997 | Diana Hayden                     | India                  |
| 1998 | Linor Abargil                    | Israël                 |
| 1999 | Yukta Mookhey                    | India                  |
| 2000 | Priyanka Chopra                  | India                  |
| 2001 | Agbani Darego                    | Nigeria                |
| 2002 | Azra Akin                        | Turkije                |
| 2003 | Rosanna Davison                  | Ierland                |
| 2004 | María Julia Mantilla García      | Peru                   |
| 2005 | Unnur Birna Vilhjálmsdóttir      | IJsland                |
| 2006 | Tatana Kucharova                 | Tsjechië               |
| 2007 | Zhang Zi Lin                     | China                  |
| 2008 | Ksenja Soechinova                | Rusland                |
| 2009 | Kaiane Aldorino                  | Gibraltar              |
| 2010 | Alexandria Mills                 | Verenigde Staten       |
| 2011 | Ivian Lunasol Sarcos Colimenares | Venezuela              |
| 2012 | Yu Wenxia                        | China                  |
| 2013 | Megan Young                      | Filipijnen             |
| 2014 | Rolene Strauss                   | Zuid-Afrika            |
| 2015 | Mireia Lalaguna                  | Spanje                 |
| 2016 | Stephanie Del Valle              | Puerto Rico            |
| 2017 | Manushi Chhillar                 | India                  |
| 2018 | Vanessa Ponce de Leon            | Mexico                 |
| 2019 | Toni-Ann Singh                   | Jamaica                |
| 2021 | Karolina Bielawska               | Polen                  |
| 2023 | Krystyna Pyszková                | Tsjechië               |
| 2025 | Suchata Chuangsri                | Thailand               |